# Karl Ottfalk
Karl Lennart Ottfalk, född 3 januari 2006, är en svensk friidrottare (medeldistanslöpare). Ottfalk tävlar för IFK Lidingö. Ottfalk uppmärksammades första gången när han vann 5000 m löpning på SM i friidrott 2024 i Uddevalla. Vid junior-EM 2025 i Tammerfors tog Ottfalk silver på 5 000 meter och brons på 3 000 meter.